# بیل جنینگز (بازیکن فوتبال، زاده ۱۹۲۰)
بیل جنینگز (انگلیسی: Bill Jennings; ۷ ژانویهٔ ۱۹۲۰ – ۱ ژانویهٔ ۱۹۶۹) بازیکن فوتبال اهل بریتانیا بود.
از باشگاه‌هایی که در آن بازی کرده‌است می‌توان به باشگاه فوتبال نورث‌همپتون تاون اشاره کرد.